# Ruleta (DC Comics)
Roulette (Veronica Sinclair) es el nombre de una empresaria supervillana ficticia  en el universo de DC Comics.

## Historial de publicaciones
Ruleta apareció por primera vez en JSA Secret Files #2 (septiembre de 2001) y fue creada por creada por Geoff Johns y Rags Morales.

## Biografía ficticia del personaje
La abuela de Veronica Sinclair, Roulette (Ruleta), era una supervillana de la Edad de Oro con el mismo nombre, dirigía un casino convencional y luchó como su contrincante con el Mr. Terrific original. Irónicamente, su abuelo era Terry Sloane (el alter ego del primer Mister Terrific) y de alguna manera retorcida ve su carrera criminal como homenaje a él. Ella tiene un odio especial por el segundo Mister Terrific (Michael Holt), debido a que siente deshonrada la memoria de Slone.
Roulette heredó su casino ("La casa") de su abuela. El casino ("La Casa") es una arena de gladiadores metahumanos, allí ha capturado a ciertos héroes con la tecnología teletransportadora similar a las Esferas-T de Holt, donde los hace enfrentar entre sí, mientras que varios supervillanos apuestan el resultado de sus encuentros. En su debut, ella capturó a todos los miembros de la Sociedad de la Justicia de América y les obligó a luchar entre sí; Mister Terrific y Doctor Mid-Nite se vieron obligados a jugar una partida de ajedrez en la que se electrocutaría el perdedor, Sand y Hawkman llegaron con Chica Halcón mientras estaban infectados con un virus letal de acción rápida (de los cuales Kendra tenía bastante para una cura para uno), mientras que Black Ádam se enfrentaba contra Atom Smasher.
Pero todos lograron escapar de sus trampas. La lucha entre Black Ádam y Atom Smasher duró tanto tiempo que los efectos de los fármacos utilizados en sus mentes para controlarlos se disiparon, Sand se mantuvo en su forma de Tierra para frenar la propagación del virus hasta que el Dr. Mid-Nite encontró la cura, y Mister Terrific y el Doctor Mid-Nite lograron empatar en su partida de ajedrez. Sin embargo, Roulette logró escapar.
Un muro de héroes caídos era la única indicación de los muchos héroes de DC Comics habían muerto en la batalla en "La Casa". Entre los nombres figuraban Firebrand, Impala, Maxi-Man, Ram de los Nuevos Guardianes, Flyboy y Hybrid (Pteradon menor).
Roulette y La Casa reaparecen La antes conocida como la Liga de la Justicia, en la que captura a los Super Buddies. Una programación subliminal que impedía que los héroes escapasen no funcionó con Fuego porque su lengua materna es el portugués, y logró liberar a los demás. Cuando esto sucedió es seguida por Mary Marvel, al causar un cortocircuito en su chip de agresividad, al causarle un estrés extremo, Roulette decide que ganaron y a los perdedores los teletransporta lejos.

### Post-Crisis Infinita/Un año después
Aparecido posteriormente en las páginas de la Sociedad de la Justicia de América: Clasificada (#19, enero de 2007). Doctor Mid-Nite recibió información de Roulette (quien estuvo de acuerdo en darle información (sobre el propietario de una Clínica Quirúrgica de implantes ilegales, que más tarde resultó ser Delores Winters) sólo cuando derrotase a su guardaespaldas en un juego de vencidas. Ella accedió a darle información sólo si él batió su guardaespaldas en un juego de lucha de vencidas. Y así lo hizo, usando su conocimiento de sus nervios y sus debilidades, y aunque ella sintió que había sido "engañada", le dio el nombre del hombre que había logrado que le implantasen unas alas quirúrgicamente. Después que el Doctor Mid-Nite se fue, ella llamó al dueño de la clínica quirúrgica, y le habló sobre la investigación que el héroe estaba haciendo sobre los implantes ilegales y sus operaciones.
Roulette también apareció en The Brave and the Bold Vol.2 #1 (2007), al lado de Firebug, intentando destruir la fabulosa Reserva del Destino, hasta que un villano alienígena con un arma basada en el manejo de las probabilidades la robó; ella tendría constancia de que había estado saliendo con el ladrón en su momento, y que ella había leído el manuscrito que contenía el secreto de la Reserva del Destino. Esto le dio un duro golpe a su cordura, al ver demasiado sobre el futuro para poder soportar esta información.
En Liga de la Justicia de América vol. 2 # 35 (septiembre de 2009) en el arco de la historia argumenta La Historia de del dolor real, Ruleta reaparece trabajando con Amos Fortune quien tiene planes para destruir a la Liga de la Justicia. Ambos trabajan con tarjetas que representan a la JLA y a la Royal Flush Gang; a su vez, cada uno de ellos apuesta a que uno puede vencer al otro respectivamente. Eventualmente sin embargo, se revela que Roulette simplemente recopilaba información sobre la JLA, Fortune y el Gang. Ella parece estar trabajando, tal vez contra su voluntad en virtud a favor del villano Key, y no con su conocido maestro.

## Poderes y habilidades
- Roulette aparentemente no tiene habilidades sobrehumanas, pero es una genio del cálculo de probabilidades y manejo de las ganancias del juego. Roulette tiene perros robot de seguridad (diseñados como los perros guardianes de Apokolips), dispositivos de seguridad automatizados, una serie de trampas mortales, y al menos un miembro metahumano en su personal que compensa como su guardaespaldas protector.[6] utiliza unos accesorios que utiliza para el cabello que tiene recogido con un moño también le sirven como dagas para combate cercano.[6]

## Apariciones en otros medios
- Ruleta debutó en el episodio de Liga de la Justicia Ilimitada, "El gato y el canario", con la voz de Virginia Madsen. Se pasó los no todo vale "Meta-reyertas", con los combatientes que luchan contra disfrazados en una jaula.[7][8]
- Steph Song interpretó a Victoria Sinclair / Ruleta en "Roulette", un episodio de la novena temporada de Smallville.[9] Al igual que su contraparte del cómic, no tiene habilidades sobrehumanas, pero es una hábil artista marcial. Chloe la contrata para poner a Oliver Queen a través de una serie de juegos y desafíos para convencerlo de que vuelva a abrazar su identidad heroica como Green Arrow. En una de las pruebas finales, Roulette viste a Lois Lane atada y amordazada con su qipao rojo característico, casi haciendo que Oliver mate a Lois a la vista. A diferencia de la versión caucásica del cómic, esta ruleta es una mercenaria asiática y actriz que completa cualquier tarea por la que le pagan. Sin embargo, ella amenazó notablemente a Lois por su propia iniciativa. Luego reaparece en el episodio "Profecía" cuando Toyman le asigna que mate a Tess Mercer.
- Ruleta aparece en la segunda temporada de Supergirl, interpretada por Dichen Lachman.[10]Introducida en el episodio "Survivors", esta versión es una socialité adinerada que secretamente gana dinero con clubes de lucha alienígenas ilegales, en los que obliga a los participantes alienígenas, como su mejor luchadora M'gann M'orzz, a luchar por su libertad. Ruleta continúa funcionando sin ser detectada hasta que una serie de actos violentos entre extraterrestres que involucran a inocentes llama la atención de Supergirl, Alex Danvers, Maggie Sawyer y Martian Manhunter, con Supergirl y Manhunter convenciendo a los luchadores de vivir una vida mejor y poner fin a su participación con Ruleta, quien jura venganza después de que cierren sus clubes de lucha. A partir del episodio "Supergirl Lives", Ruleta se mudó al planeta Maaldoria y estableció un comercio de esclavos humanos hasta que Supergirl y Mon-El se enteran de su operación e instigan una revolución entre los esclavos antes de que el Departamento de Operaciones Extranormales (DEO) atrape a Ruleta y los esclavistas de Maaldoria.